# Melchior Hittorp (Theologe)
Melchior Hittorp (* um 1525 in Köln; † 1584 ebenda) war ein Kölner römisch-katholischer Geistlicher, Kanoniker, Historiker und Liturgiewissenschaftler.

## Leben
Melchior Hittorp wurde um 1525 als Sohn einer einflussreichen Kölner Familie geboren. Ein Studium der Theologie schloss er mit dem Lizenziat ab. Er wurde Kanoniker am Kölner Stift St. Maria ad Gradus und 1583 Dekan am Stift St. Kunibert. 1584 verstarb er an seinem Heimatort.

## Wirken
Hittorp stellt sich den wiederholten Versuchen entgegen, am Niederrhein die Reformation einzuführen. Er bekämpfte aber den Protestantismus nicht aktiv, sondern begnügte sich damit, aus überlieferten mittelalterlichen Handschriften die Größe und Würde des katholischen Glaubens darzustellen. So entstand, auch auf Anregung von Jacobus Pamelius, sein Hauptwerk De divinis catholicae ecclesiae officiis ac ministeriis (Über die heiligen Amtshandlungen und Dienste der katholischen Kirche). Unter anderem ist in dieser Quellenausgabe der von Hittorp so benannte Ordo Romanus antiquus enthalten, eine Zusammenstellung von Riten für das Kirchenjahr aus dem 10. Jahrhundert. Sein Werk wurde nach seinem Tod mehrfach überarbeitet und neu aufgelegt. Somit steht Hittorp für den Anfang der liturgiewissenschaftlich bedeutsamen Forschungen zu den Ordines Romani. 

## Schriften
De divinis catholicae ecclesiae officiis ac ministeriis. Köln 1568.